# Sakmara
Die Sakmara (russisch Сакмара, baschkirisch Һаҡмар/Haqmar) ist ein 798 Kilometer langer rechter Nebenfluss des Ural im Süden des Uralgebirges im europäischen Teil von Russland.

## Verlauf
Die Sakmara entspringt in etwa 800 m Höhe am Uraltau-Kamm des Südlichen Urals im Südwesten der Republik Baschkortostan, gut 60 Kilometer westsüdwestlich der Großstadt Magnitogorsk (Oblast Tscheljabinsk). Sie fließt zunächst in einem breiten Tal zwischen Uraltau und dem parallel verlaufenden Kamm Irendyk in südlicher Richtung, erreicht dann den südöstlichen Rand des Silairplateaus, in das sie ein tiefes, schluchtartiges Tal eingeschnitten hat. Bei der Stadt Kuwandyk, bereits auf dem Territorium der Oblast Orenburg, wendet sich der Fluss in westliche bis nordwestliche Richtung, durchschneidet die südlichen Ausläufer des Silair und erreicht die flachere Steppenlandschaft südwestlich des Gebirges.
Die Sakmara fließt ab Kuwandyk auf über 150 Kilometern (Luftlinie) in 15 bis 35 Kilometer Entfernung etwa parallel zum Fluss Ural, der als Grenze zwischen Europa und Asien gilt. Im Unterlauf wendet sich der Fluss nach Südwesten und mündet schließlich am westlichen Rand der Großstadt Orenburg als dessen bedeutendster Nebenfluss in den Ural. Die größten Nebenflüsse der Sakmara sind Silair, Bolschoi Ik (Großer Ik) und Salmysch, alle von rechts.
Nach der Sakmara ist das Sakmarium benannt, eine chronostratigraphische Stufe des Perm. Die um 290 Millionen Jahre alten Kalksteinschichten treten u. a. am Berg Kurmain im Karamuruntau-Kamm zutage, an dessen Fuß die Sakmara in die Ebene tritt (Lage).

## Hydrographie
Das Einzugsgebiet der Sakmara umfasst 30.200 km². In Mündungsnähe erreicht der Fluss eine Breite um 100 Meter bei einer Tiefe bis über 2 Meter; die Fließgeschwindigkeit beträgt 0,5 m/s.
Die Sakmara gefriert zwischen November und April. Die durchschnittliche Wasserführung 55 Kilometer oberhalb der Mündung beträgt im Jahresdurchschnitt 144 m³/s (unterhalb der Einmündung des Salmysch).

## Wirtschaft und Infrastruktur
Der Sakmara ist im Unterlauf für kleinere Fahrzeuge schiffbar, jedoch nicht als Binnenwasserstraße ausgewiesen.
Das durchflossene Gebiet ist insbesondere im Bereich der Oblast Orenburg relativ dicht besiedelt und wird größtenteils landwirtschaftlich genutzt.
Zwischen Orenburg und Kuwandyk verläuft die Eisenbahnstrecke Orenburg–Orsk durch das Tal der Sakmara auf der linken (südlichen) Seite. Bei Orenburg überquert die Bahnstrecke von Samara in Richtung Kasachstan den Fluss unweit seiner Mündung, 
ebenso die Zweigstrecke Samara–Busuluk–Orenburg der Fernstraße M5. Die Regionalstraße R314 und die Eisenbahnstrecke (zweigt bei der Station Sakmarskaja von der Orsker Strecke ab), die Orenburg mit der baschkirischen Hauptstadt Ufa verbinden, kreuzen den Fluss weiter oberhalb, nordöstlich von Orenburg. Die R361 von Magnitogorsk über die Bergbaustädte Sibai und Baimak nach Silair quert den Mittellauf der Sakmara.